# Iglasjön (Sjötofta socken, Västergötland)
Iglasjön är en sjö i Tranemo kommun i Västergötland och ingår i Ätrans huvudavrinningsområde.